# Guioa pauciflora
Espèce
Statut de conservation UICN

 VU D2 : Vulnérable
Guioa pauciflora est une espèce de plantes de la famille des Sapindaceae.

## Publication originale
- Botanische Jahrbücher für Systematik, Pflanzengeschichte und Pflanzengeographie 56: 279. 1920.